# El Mamey San Gabriel
El Mamey San Gabriel är en ort i Mexiko.   Den ligger i kommunen Tantoyuca och delstaten Veracruz, i den sydöstra delen av landet, 230 km norr om huvudstaden Mexico City. El Mamey San Gabriel ligger 123 meter över havet och antalet invånare är 172.
Terrängen runt El Mamey San Gabriel är huvudsakligen platt, men söderut är den kuperad. Terrängen runt El Mamey San Gabriel sluttar västerut. Runt El Mamey San Gabriel är det ganska tätbefolkat, med 72 invånare per kvadratkilometer. Närmaste större samhälle är Tantoyuca, 10,5 km öster om El Mamey San Gabriel. Trakten runt El Mamey San Gabriel består till största delen av jordbruksmark.